# 徐亮工
徐亮工，字虞欽，南直隸江陰縣人，明朝政治人物。

## 生平
崇禎六年（1633年）舉癸酉科應天府鄉試，崇禎十五年（1642年）壬午科特賜進士。授陝西延安府吳堡縣知縣。時李自成勢力正盛，不久當地被流軍屠城。。